# Cómo dibujar historietas
Cómo dibujar historietas es un histórico ensayo publicado en 1966 para el aprendizaje del dibujo profesional de historietas, uno de los primeros de su clase en el ámbito hispanohablante, junto a la argentina Técnica de la historieta y el manual Dibujo de historietas. Este texto teórico, de 69 páginas, surge de la colaboración entre los españoles Jesús Blasco y José María Parramón Vilasaló, correspondiendo al primero los dibujos y al segundo la mayoría del texto, así como el engarce de todo el material. Forma parte de la Colección "Aprender Haciendo", editada por Instituto Parramón Ediciones, S. A. Ha contado con multitud de ediciones, fechándose la séptima en noviembre de 1980. Su número de ISBN/ISSN es 84-342-0005-8. 

## Estructura
La obra se presenta como una visita al estudio de Jesús Blasco, quien accede amablemente a aconsejar a los lectores sobre como triunfar en el mundo de la ilustración. El resto de la obra se estructura en los siguientes apartados:
- Conocimientos generales sobre técnica y proceso de una ilustración.
- El dibujo de historietas
- El dibujo de historietas en la práctica, y
- Ejercicio práctico.